# Bach an dem Seegrund
Der Bach an dem Seegrund ist ein etwa eineinhalb Kilometer langer linker und westlicher Zufluss der Gersprenz.

## Geographie

### Verlauf
Der Bach an dem Seegrund entspringt  auf einer Höhe von etwa 255 m ü. NHN in der Quelle Ratzenbrunnen im Vorderen Odenwald, westlich von Pfaffen-Beerfurth in der Gemeinde Reichelsheim. 
Der Bach ist im Unterlauf im Bereich der Schwimmbadstraße und des Marktplatzes verrohrt und mündet schließlich östlich der Crumbacher-Straße in der Ortslage Pfaffen-Beerfurth auf einer Höhe von ungefähr  195 m ü. NHN von links in die Gersprenz.
Sein etwa 1,5 km langer Lauf endet ungefähr 60 Höhenmeter unterhalb seiner Quelle, er hat somit ein mittleres Sohlgefälle von etwa 40 ‰.

### Einflussgebiet
Das Einflussgebiet des Bachs an dem Seegrund liegt im  Gersprenztal einem Teilgebiet des Vorderen Odenwald und wird über die Gersprenz, den Main und den Rhein zur Nordsee entwässert.
Es grenzt
- im Süden an das des Mergbachs, dem linken Quellbach der Gersprenz
- im Westen an das des Mergbachzuflusses Eberbach
- und im Nordwesten an das des Michelbachs, einem Zufluss der Gersprenz.

Die höchste Erhebung ist der 311,9 m hohe Burgberg des Schloss_Reichenberg.
Das  Einflussgebiet im Bereich des Oberlaufes wird von Grünland dominiert und am Unterlauf herrschen Siedlungen vor.

### Flusssystem Gersprenz
- Fließgewässer im Flusssystem Gersprenz